# Préséances
Préséances est un roman de François Mauriac publié en 1921 aux éditions Émile-Paul Frères.

## Composition du roman
Ce roman de Mauriac fut en réalité écrit et publié originellement en deux parties. La première partie intitulée Préséances est écrite fin 1918 et publiée en mars 1919 dans la revue Les Écrits nouveaux. Il s'attèle ensuite à l'écriture de La Chair et le Sang durant l'année 1919 puis du Baiser au lépreux en 1920, avant d'écrire Les Nouvelles Préséances cette même année pour adjoindre une seconde partie à sa nouvelle, composer un nouveau dénouement, et constituer ainsi un roman. C'est cet ensemble cohérent qui sera publié en 1921 chez Émile-Paul Frères.
La publication de ce roman qui met à mal l'« aristocratie du bouchon » du quartier des Chartrons lui vaudra la longue inimitié de Bordeaux.

## Résumé
Augustin est un brillant élève solitaire d'un collège privé fréquenté des enfants des Grandes Maisons de la « bourgeoisie du bouchon » de Bordeaux. Là, il fait la connaissance du narrateur, héritier avec sa sœur Florence d'une famille de riches exploitants forestiers des Landes mais non introduit dans la haute société bordelaise. Le frère et la sœur invitent Augustin durant l'été à les divertir de ses connaissances littéraires et poétiques ; ils sentent poindre en eux deux une étrange attirance pour « ce Huron » au mystérieux passé familial. Augustin quant à lui tombe immédiatement sous le charme de Florence. Voulant gravir les échelons de l'aristocratie bourgeoise du Médoc, ils décident d'utiliser les talents et la présence d'Augustin pour faire surgir de l'intérêt et de la jalousie parmi les fils des Grandes Maisons. La stratégie agit avec succès et un « Harry Maucoudinat » commence à s'intéresser à Florence. Le mariage est rapidement organisé et Augustin, qui avait ouvert son cœur et son passé, se voit sèchement renvoyé à son milieu et disparaît sans un mot.
Douze années ont passé, et Florence Maucoudinat est entrée, avec toute sa famille, dans le milieu du négoce en vin. Le narrateur, lui-même en charge à Bordeaux, est parvenu à s'imposer dans ce cercle fermé tant envié. Florence toutefois porte en elle la blessure intime d'un amour passé : Augustin, bien qu'elle s'en défendit était plus qu'un objet de conquête ; sa candeur sauvage avait laissé une trace indélébile dans le cœur de cette femme maintenant mature. Jouant des codes de son milieu, Florence a sa cour et ses amants parmi les fils ; son mari vit aussi des relations adultères au grand jour. Un jour, pour l'éducation de sa fille Éliane, Florence reçoit les services d'une certaine Mme Etinger : le narrateur et sa sœur se remémorent la confidence qu'Augustin leur avait faite cet été-là d'avoir été élevé en l'absence de son père et de mère par cette femme. Florence engage immédiatement cette préceptrice dans l'espoir de raviver la flamme amoureuse de sa jeunesse et de recevoir des confidences sur l'enfance d'Augustin qu'elle ne peut oublier. Petit à petit, elle sombre dans le délire amoureux et commence à faire scandale dans son entourage quant à ses manières et relations avec les hommes n'appartenant pas aux Grandes Familles. Le narrateur comprend que pour ne pas tout perdre, réputation et statut, il doit ramener sa sœur à la raison et lui promet de retrouver Augustin. Avec l'aide de Mme Etinger, il tente de remonter vers leur ami d'adolescence, en vain. Il finit par demander à son jeune secrétaire, Jean Queyries, qu'il a engagé pour sa ressemblance inavouée avec Augustin, de jouer le rôle du disparu afin de sauver sa sœur et l'honneur de sa famille. Queyries accepte, secrètement attiré par Florence et l'élévation sociale qu'elle représente pour un jeune ambitieux. Le soir des retrouvailles est organisé : Queyries joue le jeu à merveille et Florence est mystifiée. Mme Etinger, fidèle elle aussi à sa promesse, réussit à retrouver le vrai Augustin et l'introduit dans le salon en présence de sa doublure. Florence, face à cet homme maintenant vieilli, dégarni et empâté, l'éconduit sans ménagement, préférant l'image reconstituée de l'idole disparue. Queyries continue à jouer son rôle quelques jours puis subitement ne donne plus signe de vie, plongeant Florence dans le désespoir et la folie. Harry Maucoudinat qui depuis des mois ne vit plus chez lui, officialise le divorce avec Florence qui est désormais internée.
Après quelques mois, le narrateur attend la sortie d'asile de sa sœur dans leur maison de campagne, là où ils vécurent leur été commun avec Augustin, se rappelant sur ses lèvres le gout du « sel incorruptible » laissé par le jeune homme et le « souvenir de cette amertume ».

## Éditions
- Préséances, éditions Émile-Paul Frères, 1921 (édition originale)
- Préséances, éditions Flammarion, 1928 (seconde édition, importante car elle comprend une "préface à la nouvelle édition" dans laquelle Mauriac ne renie pas son ouvrage mais tente d'adoucir l'effet douloureux qu'il a produit auprès de la haute société bordelaise, précisant que ce "n'est pas un roman à clefs, et il faut se garder de mettre des noms sous ces caricatures que leur outrance rend inoffensives". Pour refermer la blessure qu'il a provoquée à sa ville natale, il ajoute, entre sincérité et flatterie : "Je ne crois pourtant pas que je l'écrirais aujourd'hui avec autant de malice. J'ai appris à estimer plus qu'aucun autre cette " aristocratie du bouchon " dont les titres sont, presque toujours, authentiques et qui tient, dans la société moderne, un rôle modeste, mais précis. Depuis que les Tuileries ont brûlé, la noblesse de France a perdu son emploi ; mais les chais de Bordeaux sont éternels et le vin royal de chez nous a le droit d'anoblir les familles qui le servent").
- Préséances, Œuvres romanesques et théâtrales complètes, tome I, Bibliothèque de la Pléiade, no 271, éditions Gallimard, 1978  (ISBN 9782070109319)